# المجلس الأعلى لشؤون خدمة المجتمع وتنمية البيئة (مصر)
المجلس الأعلى لشؤون خدمة المجتمع وتنمية البيئة هو مجلس حكومي مصري. يشكل برئاسة الوزير المختص بالتعليم العالي أو من ينيبه وعضوية نواب رؤساء الجامعات لشئون خدمة المجتمع وتنمية البيئة وأمين المجلس الأعلى للجامعات، ويختص برسم السياسة العامة التي تكفل تحقيق دور الجامعات في خدمة المجتمع وتنمية البيئة وحل مشاكل النشاط الإنتاجى ودور الخدمات ومواقع العمل في البيئة ودور البحث العلمي التطبيقى في حلها وتنظيم المؤتمرات والندوات التي تستهدف خدمة المجتمع وتنمية البيئة وإنشاء وإدارة الوحدات ذات الطابع الخاص.